# Arthur Kinnaird
Arthur Fitzgerald Kinnaird (Londres, 16 de febrero de 1847 - Ib., 30 de enero de 1923) fue un futbolista y banquero británico. En su etapa deportiva destacó por ser una de las primeras estrellas del fútbol, llegando a ganar cinco FA Cup, y posteriormente ejerció la presidencia de la Asociación Inglesa de Fútbol durante 33 años (1890-1923).

## Biografía
Kinnaird nació en Kensington (Londres, Inglaterra) y provenía de una familia de clase alta con títulos nobiliarios en Escocia. Su padre Arthur Kinnaird (1814-1887) fue banquero y miembro parlamentario en la Cámara de los Lores por los liberales.
Se formó a nivel académico en centros de prestigio: el Cheam School, el Eton College y el Trinity College de Cambridge, donde terminaría licenciándose en 1869. De inmediato comenzó a trabajar en los distintos negocios familiares, entre ellos la dirección del banco Ransom, Bouverie & Co. Cuando ésta entidad quedó integrada en Barclays Bank a partir de 1896, formó parte del consejo de administración hasta su muerte.
A lo largo de su vida desarrolló una notable labor filantrópica, principalmente a través de la financiación de casas de acogida. Entre otras distinciones ha sido Alto Comisionado de la Asamblea General de la Iglesia de Escocia, y General Honorario de la Fortaleza Real de Ingenieros de Dundee (una unidad de voluntarios escoceses del Ejército Británico). También fue condecorado Caballero de la Orden del Cardo en 1914.
Falleció el 30 de enero de 1923, a los 75 años. Estuvo casado con Mary Alma Victoria Kinnaird y tuvo dos hijos: Kenneth Fitzgerald y Patrick.

## Trayectoria deportiva
Kinnaird era un entusiasta del deporte y particularmente del fútbol. Comenzó a practicarlo en el equipo de su escuela a los doce años, cuando aún no se había establecido un reglamento común, y a partir de 1866 empezó a jugar en clubes adscritos al reglamento de la Asociación Inglesa de Fútbol. En aquella época el fútbol era un deporte asociado a la élite, con jugadores amateur que procedían en su mayoría de las escuelas británicas.
En los años 1870 formó parte del Wanderers Football Club, en el que destacó como una de las primeras estrellas del fútbol británico al ganar tres FA Cup (1873, 1877, 1878). También jugó para el Old Etonians F. C., integrado por antiguos miembros del Colegio Eton, donde ganó otras dos FA Cup (1879, 1882) y fue finalista en cuatro ocasiones.
Destacó por jugar en todas las posiciones, desde delantero hasta portero, y se hizo un nombre entre los historiadores por desplegar un estilo de juego muy físico, en ocasiones incluso violento. Entre otras curiosidades se le atribuye el primer autogol en un partido oficial (1877).
Kinnaird fue internacional con la selección de fútbol de Escocia; el único partido que disputó tuvo lugar el 8 de marzo de 1873 frente a la selección de Inglaterra, y está considerado el segundo partido más antiguo en la historia del fútbol entre selecciones.
Su pasión por el deporte no se limitaba al fútbol, pues también ha practicado tenis, natación, atletismo y piragüismo en su etapa universitaria. Llegó incluso a presidir la Asociación Cristiana de Jóvenes de Inglaterra.

## Presidencia de la Asociación de Fútbol
Poco después de retirarse, Kinnaird fue nombrado presidente de la Asociación Inglesa de Fútbol en 1890. Anteriormente había sido miembro del comité desde 1868 y tesorero del organismo desde 1877.
A lo largo de sus treinta y tres años de presidencia, la Asociación tuvo que afrontar el auge del profesionalismo —legalizado en 1885— y se tomaron decisiones importantes tales como la adhesión del organismo a la FIFA en 1905, el desarrollo del sistema de ligas de fútbol, y la construcción del Estadio de Wembley que sería inaugurado tres meses después de su muerte.

## Palmarés
| Título | Equipo             | Año  |
| ------ | ------------------ | ---- |
| FA Cup | Wanderers F. C.    | 1873 |
| FA Cup | Wanderers F. C.    | 1877 |
| FA Cup | Wanderers F. C.    | 1878 |
| FA Cup | Old Etonians F. C. | 1879 |
| FA Cup | Old Etonians F. C. | 1882 |